# إمدادت الغازات الطبية
إمدادت الغازات الطبية تُستخدم أنظمة إمداد الغازات الطبية في المستشفيات ومنشآت الرعاية الصحية الأخرى لتزويد الغازات المتخصصة ومخاليط الغازات لأجزاء مختلفة من المنشأة. تشمل المنتجات التي تتعامل معها هذه الأنظمة عادةً ما يلي:
- أكسجين
- هواء طبي أكسيد النيتروز
- نيتروجين
- ثاني أكسيد الكربون
- مكنسة طبية

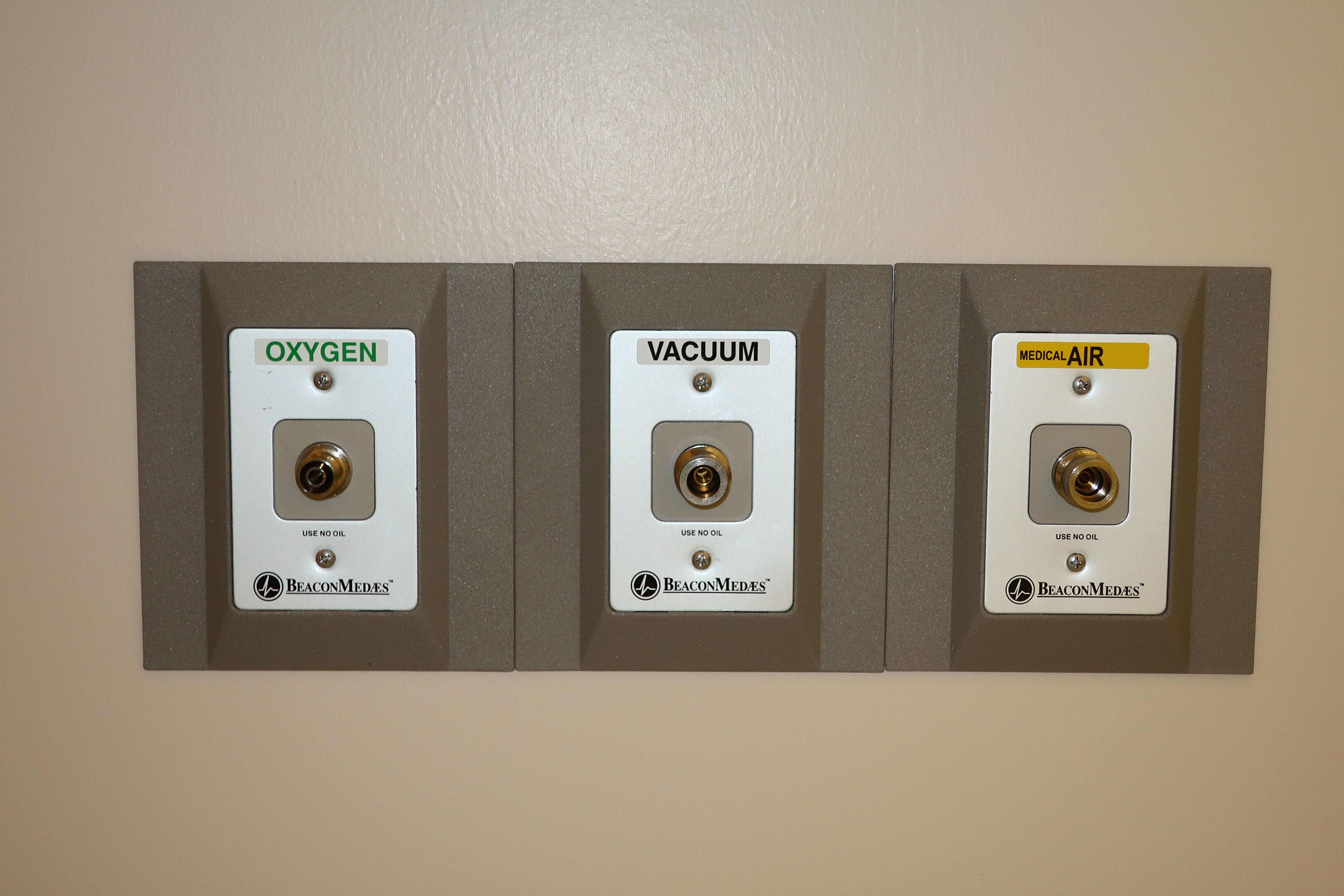
منافذ إمداد الأكسجين والفراغ وغازات الهواء الطبية في سقف مستشفى مقاطعة كامبل التذكاري في جيليت، وايومنغ

- التخلص من غاز التخدير العادم (الولايات المتحدة) أو نظام تنظيف غاز التخدير (ISO)

يُطلب عمومًا مراقبة أنظمة المعدات المصدر بواسطة أنظمة الإنذار عند نقطة التوريد لضغط الغاز غير الطبيعي (المرتفع أو المنخفض) في مناطق مثل الجناح العام أو غرف العمليات أو وحدات العناية المركزة أو غرف الإنعاش أو غرف العلاج الرئيسية. يتم توصيل المعدات بنظام خطوط أنابيب الغاز الطبي عبر منافذ المحطة (الولايات المتحدة) أو الوحدات الطرفية (ISO).
عادةً ما يتم ترميز أنظمة الغازات الطبية بالألوان لتحديد محتوياتها، ولكن نظرًا لأن أنظمة ومتطلبات الترميز (مثل تلك الخاصة بالغاز المعبأ) تختلف باختلاف الولاية القضائية، فإن النص أو الملصق هو الدليل الأكثر موثوقية للمحتويات. غالبًا ما يتم تثبيت صمامات الإغلاق في حالات الطوارئ، أو صمامات المنطقة، من أجل إيقاف تدفق الغاز إلى منطقة ما في حالة نشوب حريق أو تسرب كبير، وكذلك للخدمة. يمكن وضع الصمامات عند مدخل الأقسام، مع توفير الوصول عبر نوافذ قابلة للسحب في حالات الطوارئ.

## الأوكسجين
يمكن استخدام الأكسجين للمرضى الذين يحتاجون إلى أكسجين إضافي عن طريق القناع. عادة ما يتم ذلك عن طريق نظام تخزين كبير للأكسجين السائل في المستشفى والذي يتبخر إلى مصدر أكسجين مركز، والضغوط عادة ما تكون حوالي 345-380 كيلو باسكال (50.0-55.1 رطل / بوصة مربعة)، أو في المملكة المتحدة وأوروبا، 4-5 بار (400-500 كيلو باسكال، 58-73 رطل / بوصة مربعة). يوصف هذا الترتيب بالمبخر المعزول بالفراغ أو خزان السوائب. في المراكز الطبية الصغيرة ذات السعة المنخفضة للمرضى، يتم توفير الأكسجين عادةً من خلال مشعب من عدة أسطوانات عالية الضغط. في المناطق التي لا يكون فيها النظام السائب أو مشعب الأسطوانة عالي الضغط مناسبًا ، يمكن توفير الأكسجين بواسطة مُكثّف أوكسجين. ومع ذلك، لا يزال إنتاج الأكسجين في الموقع تقنية جديدة نسبيًا.